# Armand Vanderlick
Armand Vanderlick (Sint-Jans-Molenbeek, 1897 - Gentbrugge, 1985) was een Brusselse kunstschilder. 

## Biografie
Armand begon zijn artistieke loopbaan door Academie van Sint-Jans-Molenbeek avondlessen tekenen te volgen. Van 1915 tot 1917 studeerde hij aan Koninklijke Academie voor Schone Kunsten van Brussel onder leiding van Constand Montald. Door beroepsredenen verhuisd hij naar Sint-Martens-Latem, hij verbleef daar drie jaar lang. Later gaat hij in Afsnee wonen om vervolgens voorgoed in Gentbrugge te vertoeven. Zijn eerste tentoonstelling was in Galerie Thmis te Brussel in 1929.

## Schilderstijl
Zijn eerste werken werden beschreven als landelijke taferelen in een fauvistische kleurtoon, hij schilderde toen in de omgeving van Brussel. Vanderlick paste zijn technieken toe door met olieverf te werken. Hij evolueerde meer naar een tijdelijk donker kleurenpalet onder invloed van Servaes en Permeke. Hij breekt echter met deze stijl van werken, hij overschilderde de schilderdoeken uit die periodeStil om aan te tonen dat hij niet meer met deze stijl wil gelinkt worden.
Rond 1934 vindt hij zijn beslissend stijl namelijk een expressionistische stijl die frivoliteit uitstraalt. Zijn hoofdonderwerpen zijn huiselijke taferelen, de zee en stillevens. Hij stelde verschillende keren individueel tentoon, dit was tijdens de oorlogstijden. Na 1945, toen het volk meer interesse kreeg voor de abstracte kunst, verdwijnt Vanderlick uit het spotlicht. Na harde jaren van doorwerken was zijn repertoire compleet, dit bestond uit werken waar de typisch grijsblauwe varianten overheersen. In de jaren 1950-1960 bereikt hij zijn artistiek hoogtepunt, dat vervolgens uitloopt tot versobering van zijn werk. Dit is zijn eigen vorm van constructivisme, die uitloopt tot een interessante verbinding van kleurvakken die meer naar het abstracte leidt.
Kunstcritici beginnen maar laat te schrijven over Vanderlick, de artikelen dateren na 1963 en waren zeer lovend over zijn werk. Hij werd sterk gewaardeerd door erkende kunstenaars van zijn generatie, onder andere Gustaaf De Smet. Zijn specifieke kleurgebruik en sterke persoonlijkheid maakten hem populair in de kunstwereld, ten slotte behoorde hij tot de beste van zijn generatie.
In jaren 1960 zetten ze Vanderlick's werk nog eens goed in de verf. Drie jaar voor zijn dood (1982)  werd er een retrospectieve georganiseerd in het Museum Dhont-Dhaenens te Deurle.

## Werken (selectie)
- 1943 Stilleven met sinaasappels (Museum voor Schone Kunsten Gent)[4]
- 1943 Stilleven met fles (Koninklijk Museum voor Schone Kunsten Antwerpen)[4]
- 1956 Stilleven met schelp (Koninklijk Museum voor Schone Kunsten Antwerpen)[4]
- 1963 Wandelaar met hond (Museum voor Schone Kunsten Gent)[4]
- Stilleven (Koninklijk Museum voor Schone Kunsten Antwerpen)[4]
- Stilleven met waaier (Museum voor Schone Kunsten Gent)[4]